# Цар-Самуил
Цар-Самуил (болг. Цар Самуил) — село в Болгарии. Находится в Силистренской области, входит в общину Тутракан. Население составляет 1 455 человек.

## Политическая ситуация
В местном кметстве Цар-Самуил, в состав которого входит Цар-Самуил, должность кмета (старосты) исполняет Мехмед Юмер Юмер (Движение за права и свободы, сокр. ДПС) по результатам выборов правления кметства.
Кмет (мэр) общины Тутракан — Георги Димитров Георгиев (Болгарская социалистическая партия (БСП)) по результатам выборов в правление общины.